# كالفين توماس (كاتب سير)
كالفين توماس (بالإنجليزية: Calvin Thomas)‏ هو كاتب سير أمريكي، ولد في 28 أكتوبر 1854، وتوفي في 4 نوفمبر 1919 في نيويورك في الولايات المتحدة.